# Gunnar Lange
Nils Gunnar Lange, född 9 mars 1909 i Stockholm, död 16 september 1976 i Bromma, var en svensk politiker (s), Sveriges handelsminister 1955–1970.

## Biografi
Gunnar Lange föddes i Stockholm som son till kanslirådet Nils Lange och Magda Lovisa Boije. År 1935 blev han amanuens vid jordbruksnämnden och sedan aktuarie där. Samma år som han fick tjänst i jordbruksnämnden blev han assistent hos chefen för jordbruksdepartementet. År 1941 tog han fil.lic. och fick då tjänst vid University of North Carolina som universitetslektor i jordbruk och nationalekonomi. År 1943 var han åter i Sverige, och blev byråchef vid livsmedelskommissionen. Från 1946 var han tillbaka på jordbruksdepartementet som statssekreterare, och på finansdepartementet från 1950. 
Den 29 november 1954 utsågs Lange till statsråd och chef för civildepartementet, och stannade där i knappt ett år, till 12 september 1955, då han fick samma befattning i handelsdepartementet. Han var Sveriges handelsminister till 9 oktober 1970, då han efterträddes av Kjell-Olof Feldt. Lange var riksdagsledamot 1953–1976, varav åren 1953–1970 i första kammaren. Åren 1953–1968 var han ordförande för Svenska Fotbollförbundet.
Under sin tid som handelsminister spelade Lange en stor roll för skapandet av frihandelsorganisationen EFTA, där han var ordförande i ministerrådet 1959–1960, 1963 och 1967. Gunnar Lange är gravsatt i minneslunden på Råcksta begravningsplats.